# Adam Sierżęga
Adam Sierżęga (ur. 7 listopada 1975 we Wrocławiu) – polski perkusista i autor tekstów, muzyk sesyjny. Adam Sierżęga znany jest przede wszystkim z wieloletnich występów w grupie muzycznej Lost Soul, której był członkiem w latach 1990−1995 i 1997–2006. Wraz z zespołem nagrał m.in. trzy albumy studyjne. Od 2006 roku występuje w formacji Armagedon. Od 2007 roku z przerwami występuje jako muzyk koncertowy w zespole Azarath. Był także członkiem zespołów Shemhamforash i Christ the Insane.
Jest pracownikiem obsługi technicznej zespołu Behemoth. W 2013 i 2016 roku zastępował podczas koncertów borykającego się z problemami zdrowotnymi Zbigniewa "Inferno" Promińskiego.

## Dyskografia
- Lost Soul – Scream of the Mourning Star  (2000, Relapse Records, Metal Mind Productions)
- Behemoth – Antichristian Phenomenon (2001, Avantgarde Music, gościnnie)
- Lost Soul – Ubermensch (Death of God) (2002, Osmose Productions, Empire Records)
- Lost Soul – Chaostream (2005, Empire Records, Wicked World, Earache Records)
- Armagedon – Death Then Nothing (2009, Mystic Production)
- Armagedon – Thanatology (2013, Mystic Production)
- Behemoth – Live Barbarossa (2014, Nuclear Blast, gościnnie)